# زبان‌گنجشک قرمز
زبان‌گنجشک قرمز (نام علمی: Fraxinus pennsylvanica) نام یک گونه از سرده زبان‌گنجشک است.